# ستيفان ثورذارسون
ستيفان ثورذارسون (بالآيسلندية: Stefán Thór Þórðarson)‏ هو لاعب كرة قدم آيسلندي في مركز الهجوم، ولد في 27 مارس 1975 في أكرانيس في آيسلندا. شارك مع منتخب آيسلندا تحت 21 سنة لكرة القدم ومنتخب آيسلندا لكرة القدم. أما مع النوادي، فقد لعب مع ابروتاباندلاج أكرانيس وستوك سيتي ونادي أوردينغن 05 ونادي أوسترس ونادي بران ونادي فادوتس ونادي نورشوبينغ.

## وصلات خارجية
- ستيفان ثورذارسون على موقع الاتحاد الدولي (مؤرشف)  (الإنجليزية)
- ستيفان ثورذارسون على موقع قاعدة بيانات كرة القدم.إي يو (الإنجليزية)
- ستيفان ثورذارسون على موقع ناشيونال فوتبول تيمز (الإنجليزية)
- ستيفان ثورذارسون على موقع عالم كرة القدم.نت (الإنجليزية)